# 吉爾氏樸麗魚
吉爾氏樸麗魚，為輻鰭魚綱鱸形目隆頭魚亞目慈鯛科的其中一種，分布於非洲維多利亞湖流域，棲息深度17-23公尺，體長可達15公分，棲息在泥底質水域，屬肉食性，以魚類、昆蟲幼蟲為食，生活習性不明。

## 擴展閱讀
維基物種上的相關：吉爾氏樸麗魚